# Projekt 1258
Projekt 1258 Deckname: Korund (russisch Корунд, NATO-Bezeichnung: „Yevgenya-Klasse“) war eine Klasse von kleinen Minenräumbooten der Sowjetischen Marine, die zur Suche nach Seeminen in Hafeneinfahrten, Häfen und Flüssen entwickelt wurde. 92 Boote wurden von der Sowjetunion für eigene und befreundete Seestreitkräfte ab 1967 gebaut.

## Beschreibung

### Rumpf und Sonar
Projekt 1258 war als kostengünstiges Schutzsystem für Häfen, Hafenzufahrten und Flussmündungen konstruiert. Wegen der so zu erwartenden kurzen Einsatzdauer konnten die Boote ohne Vorkehrungen zur Unterbringung und Versorgung für die Seeleute mehrerer Wachen geplant werden. Mit nur zehn Besatzungsmitgliedern, schwacher Motorisierung und begrenzter Bewaffnung verdrängten die Boote nur rund 90 Tonnen und waren klein genug, um ihre Aufgabe unter den räumlichen Beschränkungen ihrer Einsatzgebiete zu erfüllen. Die Boote der Klasse waren als Doppelrumpfboote gebaut, die Rümpfe waren nicht magnetisch und in mehrere wasserdichte Abteilungen unterteilt.
Der Bootskörper selbst trug kein Sonarsystem zur Suche nach Unterwasserkontakten, so dass die Mannschaft über die Arbeitsplattform am Achterschiff mit einem Kran entsprechende Suchdrohnen mit Kameras oder ein Schleppsonar ausbringen musste, die über Kabel ihre Daten an die Operationszentrale im Rumpf sendeten.

### Bewaffnung
Bewaffnet waren die Boote mit nur einer Zwillingsmaschinenkanone 25-mm-L/70 2M-3 auf dem Vorschiff. Einige Boote trugen zu Beginn der Serie stattdessen eine 14,5-mm-L/90 2M-7-Maschinenkanone. 
Weiter konnten vier Seeminen und zwölf Wasserbomben mitgeführt werden. Erkannte gegnerische Seeminen am Grund konnten durch Bojen, die die Tauchdrohnen an Bord hatten, markiert werden, oder man brachte eine Sprengladung mit Kabel an, um sie zu sprengen. Im Gegensatz dazu trieben Ankertauminen, deren Kabel gekappt wurden, an die Oberfläche und sollten dann mit den Maschinenkanonen aus sicher Distanz zerstört werden.

### Export
Neben Projekt 1258 wurde die Variante Projekt 1258E für den Export gebaut. Die 40 Boote besaßen nicht die sowjetischen Kommunikationssysteme und hatten eine um 50 Seemeilen gesteigerte Reichweite.

## Verbleib
Von 52 für die Sowjetunion gebauten Booten wurden 20 bis 2002 ausgemustert. Die 40 Exportboote gingen an Aserbaidschan, Angola, Bulgarien, Vietnam, Indien, den Irak, Kasachstan, Kuba, Mosambik, Nicaragua, Nordjemen, Südjemen, Syrien und die Ukraine. Ein nicaraguanisches Boot sank 1989 in einem Sturm.